# DNb (Inschrift)

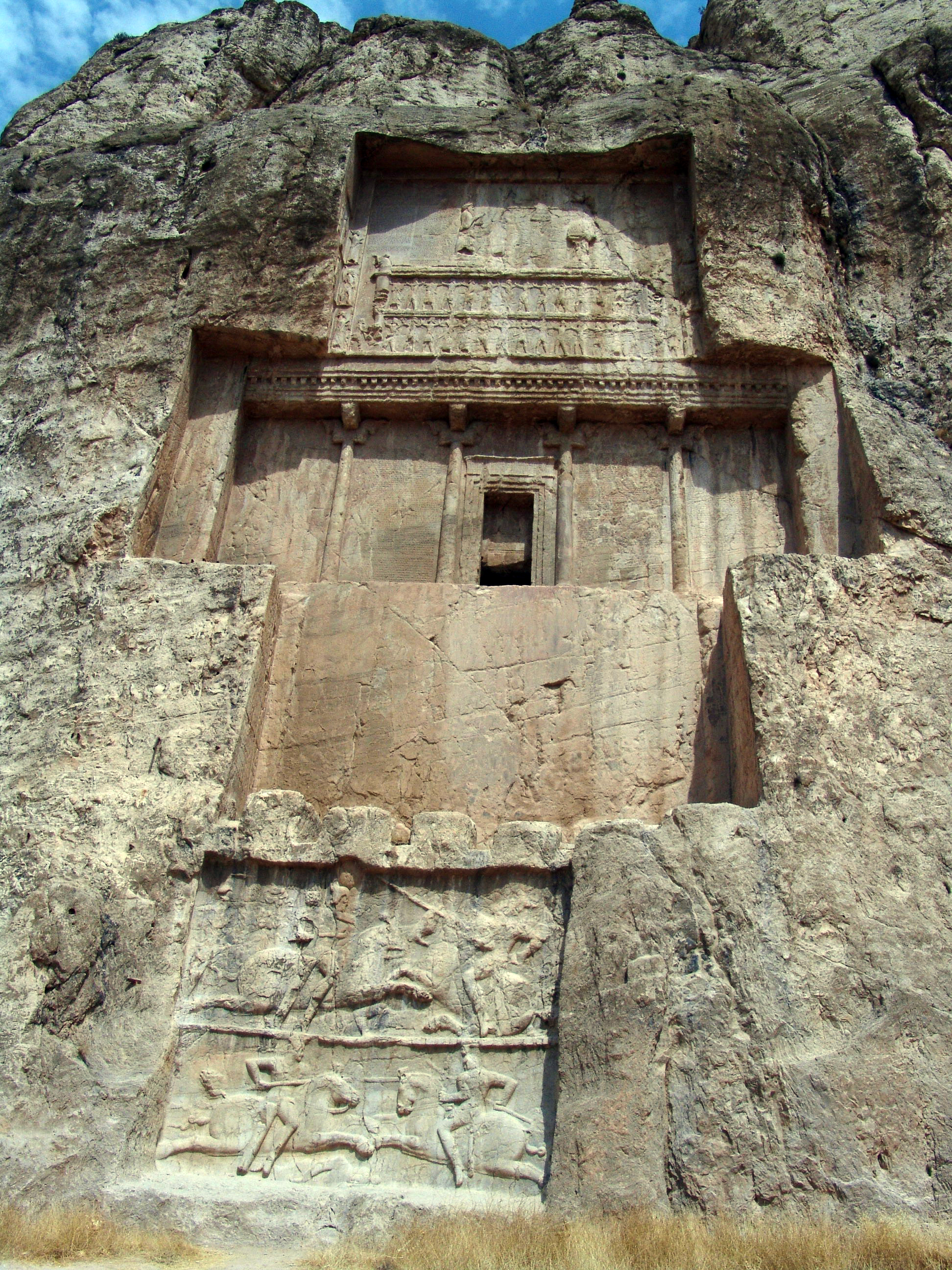
Die Inschrift DNb im mittleren Register. Die altpersische Sprachversion links vom Eingang und die anderen rechts davon

DNb ist die Bezeichnung einer Inschrift von Dareios I. (D). Sie wurde in Naqsch-e Rostam (N) entdeckt und von der Wissenschaft mit einem Index (b) versehen. Die Inschrift liegt in altpersischer, elamischer und babylonischer Sprache vor. Der Zusatz in aramäischer Sprache wird auf die Zeit der Seleukiden datiert.

## Inhalt
Walther Hinz sieht die Inschrift DNb als Fortsetzung der Inschrift DNa und beginnt deshalb mit dem 7. Paragraphen:

„§7. Der Große Gott ist der Allweise Herr, der dieses Wunderbare geschaffen hat, das vor Augen ist; der das Glück geschaffen hat für den Menschen; der Weisheit und Tüchtigkeit auf Darius den König herniedergesenkt hat. 
§8a. Kündet Darius der König: Nach dem Willen des Allweisen Herrn bin ich so geartet, daß ich das Recht liebe, das Unrecht hasse. Ich will nicht haben, daß der Schwache des Starken wegen Unrecht erleide; aber ich will auch nicht haben, daß der Starke des Schwachen wegen Unrecht erleide.
§8b. Was recht ist, daran habe ich Gefallen. Einem Lügenknecht bin ich nicht freund. Ich bin nicht jähzornig. Auch wenn es in mir kämpft, bezwinge ich meinen Zorn. Ich beherrsche meinen eigenen Sinn fest. 
 8c. Wer sich einsetzt, dem lohne ich es nach Verdienst. Wer Schaden stiftet, den bestrafe ich nach seinem Schaden. Ich will nicht haben, daß ein Mann Schaden stiftet, und noch weniger, daß er, so er Schaden stiftet, nicht bestraft würde.
§8d. Was ein Mann gegen einen andern vorbringt, das ist mir nicht eher glaubhaft, bis ich mir die (eidliche) Aussage beider angehört habe.
§8e. Was ein Mann nach besten Kräften leistet oder herbeischafft, darüber freue ich mich, und daran habe ich sehr Gefallen, und ich bin damit wohlzufrieden. Auch beschenke ich treue Mannen reichlich.
§8f. Solcher Art also sind mein Verstand und meine Entschlußkraft. Wenn du nun siehst oder hörst, was ich daheim bei Hofe oder draußen im Feldlager alles geleistet habe, so bekundet sich darin meine Tüchtigkeit über Sinn und Verstand hinaus. 
§8g. Darin nämlich besteht meine Tüchtigkeit, daß mein Körper leistungsfähig ist. Als Kämpfer bin ich erprobt. Wann immer ich auf dem Kampfplatz mit meinem Verstand festzustellen habe, ob ich einen Feind vor mir habe oder nicht, dann weiß ich mich kraft eben meines Verstandes und meiner Entschlußfähigkeit über lähmende Angst erhaben, auch wenn ich einen Feind vor mir habe, genau so, als hätte ich keinen vor mir.
§8h. Kraftvoll bin ich mit Händen und Füßen. Als Reiter bin ich erprobt. Als Bogenschütze bin ich erprobt, zu Fuß und zu Roß. Als Lanzenkämpfer bin ich erprobt, zu Fuß und zu Roß. 
§8i. Die Fertigkeiten, die der Allweise Herr mir verliehen hat, und die ich nach dem Willen des Allweisen Herrn anzuwenden vermochte — was ich vollbrachte, das leistete ich durch diese Fertigkeiten, die der Allweise Herr mir verliehen hat. 
§9. Du Knecht! Mache nun nachdrücklich kund, wes Art ich bin, wie auch, welches meine Fertigkeiten sind, welches meine Überlegenheit ist. Halte nicht das für etwas Besseres, was irgendwer dir ins Ohr sagt. Höre vielmehr auf das, was von mir verkündet worden ist! Du Knecht! Was irgendwer sonst getan hat, das lasse dir nicht als trefflich vormachen. Was von mir vollbracht worden ist, das sieh vielmehr an! Du Knecht! Sträube dich nicht gegen [den Befehl]! Keiner soll einwenden, er sei dazu außerstande! Ein [widerspenstiger Untertan] soll nicht gedeihen, und [im Heimatland darf er fürderhin nicht wohn]en!“

Als Ergänzung dient die alternative Übersetzung des letzten Absatzes (§9 bei Walther Hinz) von Rüdiger Schmitt. Er stützt sich dabei auf die Erkenntnis von Nicholas Sims-Williams aus dem Jahr 1981, nach der der Schlussteil in einer aramäischen Übersetzung aus Elephantine überliefert ist, der in die Inschrift DB von Bisotun zwischen den Paragraphen 55 und 60 integriert wurde.

„Junger Mann! Mache (dir selbst) gar sehr bewußt, welcher Art du bist, welcher Art deine Fähigkeiten (sind), welcher Art dein Verhalten (ist). Nicht erscheine dir das am besten, was deinen Ohren (= dir in die Ohren) gesagt
wird; höre auch das, was darüber hinaus (sonst) gesagt wird. Junger Mann! Nicht erscheine dir das gut, was der xxxx macht; was der Schwache macht, auch auf das schaue! Junger Mann! Stelle dich nicht xxxx entgegen xxxx; ferner werde nicht vor Glück einer ohne über-schäumende Rückschlagkraft! xxxx, nicht soll(en) xxxx!“

## Beschreibung
Die Inschrift DNb befindet sich im sogenannten Mittleren von insgesamt drei Registern an der Felswand von Naqsch-e Rostam am Grab von Dareios I. Der altpersische Text liegt zwischen den beiden Säulen links von der Türe zur Grabkammer. Die elamische Sprachversion liegt rechts von der Türe mit einer darunter liegenden aramäischen Inschrift mit 25 Zeilen aus der Zeit der Seleukiden. Die babylonische ist rechts von der elamischen Sprachversion angelegt. Der altpersische Text umfasst 60 Zeilen, der elamische 43 und der babylonische 39 Zeilen. Die Inschriften befinden sich in situ (am Ursprungsort) und sind in einem schlechten Zustand. Die meisten Zeichen sind beschädigt oder „ganz im Felsen verschwunden“.
Die altpersischen Zeilen 1 bis 49 von DNb sind inhaltlich weitgehend identisch mit dem Text der Inschrift XPl. Die letzten 10 Zeilen von DNb fehlen bei der Inschrift von Xerxes I. Diese letzten Zeilen sind mit einem Zwischenraum vom vorherigen Text abgesetzt. Der Abstand zu den Schlusszeilen ist auch bei der elamischen (Zeilen 35–43) und babylonischen (Zeilen 32–39) Sprachversion vorhanden.

## Forschungsgeschichte
1843 schrieb Niels Ludvig Westergaard die ersten 15 Zeilen der altpersischen Sprachversion ab. Eugène Flandin und Pascal Coste veröffentlichten ein paar Zeilen aus der Mitte der altpersischen Version und Christian Lassen die Zeilen 1 bis 7 in Keilschrift. Vollständige Transliterationen und Transkriptionen scheiterten an mangelhaften Vorlagen. 1911 veröffentlichte Franz Heinrich Weißbach auf der Basis der Fotografien von Antoin Sevruguin die altpersische Sprachversion. Seine elamische und babylonische Transliteration scheiterte am schlechten Zustand der Inschriften, die auf den Fotografien sehr undeutlich erkennbar waren.
Ernst Herzfeld untersuchte die Inschrift erneut und veröffentlichte seine Ergebnisse 1938. Er reproduzierte alle sichtbaren Zeichen und Teile von Zeichen der altpersischen,  babylonischen und aramäischen Sprachversionen, transkribierte die altpersische und babylonische Version und übersetzte sie in die deutsche Sprache. Walther Hinz publizierte 1969 die altpersische und elamische Version. In derselben Ausgabe enthalten ist die Transliteration der babylonischen Version von Rykle Borger. Diese basiert auf den Bildern von Erich Friedrich Schmidt, auf die Walther Hinz ebenfalls zurückgegriffen hat, und den Zeichnungen von Ernst Herzfeld. Rykle Borger schreibt zu seiner Arbeit: „Für eine endgültige Neuausgabe der babylonischen Fassung ist Arbeit am Original unerläßlich. […] Die Arbeit am sehr schlecht erhaltenen und nach Herzfeld ständig weiter verfallenden Original dürfte ein zweifelhaftes Vergnügen sein. […] die Arbeit auf Grund der Photographien ist jedoch geradezu eine Plage, reinstes Augenpulver, wobei die erreichbaren Ergebnisse in keinem Verhältnis zum Müheaufwand stehen.“ Noch 2009 bemerkt Rüdiger Schmitt, dass „sowohl von der Sprachform wie vom Erhaltungszustand her diese Inschrift einer der schwierigsten altpersischen Texte überhaupt ist.“
Lange Zeit trug die Inschrift die Bezeichnungen „Dar.NRb“ oder „NRb“, bis sie Roland Grubb Kent 1953 in das Regelwerk integrierte und ihr die Bezeichnung DNb gab.